# Packera hintoniorum
Packera hintoniorum là một loài thực vật có hoa trong họ Cúc. Loài này được (B.L.Turner) C.Jeffrey mô tả khoa học đầu tiên năm 1992.